# 鶴岡一人
鶴岡 一人（つるおか かずと〈かずんど〉、1916年7月27日 - 2000年3月7日）は、広島県呉市東二河通（現：西中央）出身の元プロ野球選手（内野手、外野手）・監督、野球解説者。位階は従五位。1946年から1958年までは「山本 一人（やまもと かずと）」。
愛称は「鶴岡親分」「元祖親分」「ツルさん」。「ドン鶴岡」とも呼ばれ、初代ミスターホークスの異名を取った。南海ホークスの黄金時代を築いた名監督で、日本プロ野球史を代表する指導者の一人。
一軍監督として通算1773勝を挙げたプロ野球史上最多勝監督。また、勝率.609は通算500勝以上を挙げている歴代監督の中でも唯一の6割超えである。リーグ優勝回数11回は川上哲治と並ぶプロ野球の監督史上最多記録である。

## 経歴

### プロ入りまで
一年先輩である浜崎忠治（浜崎真二の弟）と仲間になったことがきっかけで野球を始める。呉は工員の体力強化を目的に野球を奨励していた呉海軍工廠の影響で、戦前から野球が盛んだった。鶴岡は五番町小学校で、同学年の藤村富美男は近くの二河小学校に通う当時からのライバル。鶴岡は広島県立広島商業高校へ進学し、1931年に遊撃手として第8回選抜中等学校野球大会で全国制覇を達成、同年中には選抜優勝校の特典として、主催の大阪毎日新聞社からアメリカ遠征を与えられ、高校やノンプロチームと対戦した。カリフォルニア州サンタマリアで対戦したハイスクールには、戦後に親交を結ぶことになる日系2世のキャピー原田がおり、原田は「印象に残る、とてもうまいプレーヤーだった」と後に振り返っている。1933年の第10回選抜中等学校野球大会はエース兼4番打者としてベスト4まで進出した。
法政大学進学後は同大学野球部で、すぐにレギュラーを務め、華麗な三塁守備は「東京六大学史上最高」とも言われ、法政大学の連覇に貢献するなど、花形選手・主将として活躍した。新聞の「法政 鶴岡」という見出しの大きさは、この頃に始まった職業野球の球団名の活字の10倍はあったという。リーグ通算88試合出場、331打数99安打、打率.299・2本塁打・56打点で、首位打者1回。個人一試合6安打という最多安打の六大学リーグ記録を持つ。

### プロ入りと兵役
1939年に法政大学を卒業すると同時に、創立初年度の南海軍に入団した。当時の六大学野球の花形選手は、卒業後は企業チームに進んで1927年から始まっていた都市対抗野球を目指すのが既定路線。産声を上げたばかりのプロ野球は「職業野球」として軽んじられ、「海のものとも山のものとも分からない興行」という位置づけだった。プロ野球選手は「男芸者」と蔑まされる存在。法政大学野球部OB会は、「卒業と同時に職業野球に入るとは何事か。『野球芸人』になるつもりか。母校の恥だ。（鶴岡を）除名せよ」との声が出た。鶴岡にプロ入りを決断させたのは、「（軍隊に）取られたら生きて帰れるかわからない。それ（徴兵）までは好きな野球をやりたい」という思いだった。同様の理由で川上哲治もプロ入りしており、「徴兵＝戦死」という暗い予想が無ければ、見下されていたプロ野球界には人材が集まらなかった可能性が高い。このように、プロ野球史は「戦争による抑圧」という陰惨な時代を迎えようとしていたが、皮肉な結果論として、戦争がプロ野球界へ貢献した側面もあった。
南海軍へ入団した鶴岡は、その卓越した統率力から新人にもかかわらず主将に抜擢され、「3番・三塁手」として同年に本塁打王を獲得。放った10本塁打は1938年の秋季リーグで記録した巨人・中島治康とともに戦前の最多タイ記録である。鶴岡の守備方法「ノーステップ・スロー」は法政大学在籍時代に肩を痛めたため、極端な前進守備から素早く送球する方法を選んだためである。鶴岡の人気は「職業野球選手中の随一」と言われ、当時は珍しかった女性の野球ファンも増やした。東京六大学のスター選手がプロ入りすることで、プロ野球界全体、選手個人の人気を共に広げていく、その先駆けが鶴岡である。
そんな鶴岡にも、1940年に召集令状が届く。鶴岡は陸軍高射砲連隊へ入隊し、6年間もの長きに渡って従軍、日本内地を転々とした後、1945年8月の終戦直前には神風特別攻撃隊の出撃地となった鹿児島県知覧町（現・南九州市）の陸軍知覧航空隊機関砲中隊長を務め、低空で飛んでくるグラマンを撃ち落とした。この時に中隊長として200名の部下を率いた経験が、後の「指揮官哲学」を生んだと言われている。1944年に結婚、同時に妻の家へ婿入りし、「山本 一人」へ改姓した。南海の経営陣はたった1年の在籍だった鶴岡こそチームの未来を担う人材と見込み、その復員をひたすら待った。

### 選手兼任監督時代
1946年に復員し、29歳で監督就任を要請され、同年30歳から1952年まで選手兼任監督を務める。終戦直後は球界に野球賭博が横行し、八百長の噂が絶えなかったが、鶴岡はチーム内の疑惑の選手を一掃し、南海を巨人と覇権を争う強豪チームに育て上げる。戦後の混乱期の中で、野球のみならず選手の生活の面倒まで世話していたことから「鶴岡親分」と呼ばれて慕われた。その様子は、鶴岡が放棄試合をしたにもかかわらず、人徳に考慮して罰金を免除すると言われるほどだったという。また、有望選手の獲得も上手かったが、無名選手を中百舌鳥球場で徹底的に鍛え上げ、名選手に育て上げる手腕がそれ以上に長けていた。さらに、選手のプロ意識を向上させるために発言した「グラウンドには“ゼニ”が落ちている。人が2倍練習してたら3倍やれ。3倍してたら4倍やれ。“ゼニ”が欲しけりゃ練習せえ」という名言は大変有名で、この「グラウンドにはゼニが〜」の部分は、野球漫画「グラゼニ」のタイトルの元になった。

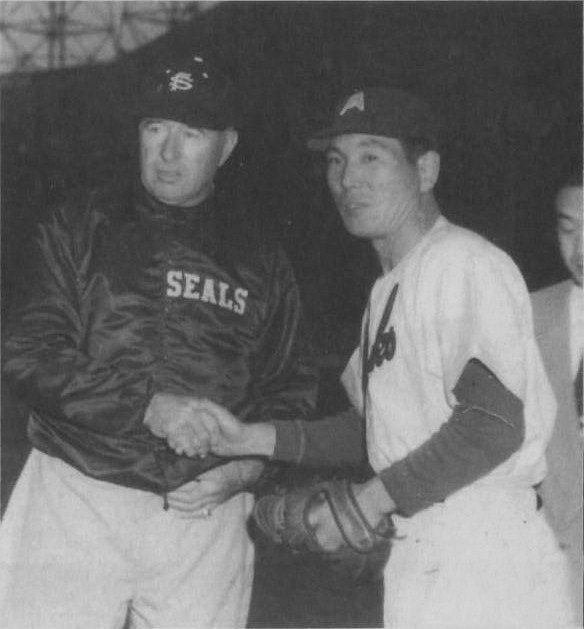
1949年、来日したサンフランシスコ・シールズ監督のフランク・オドールと握手をする鶴岡

このように、鶴岡は現代野球に直結する様々な手を打ってきた。大阪タイガースの「ダイナマイト打線」に対抗できる決め手はないかと考え、「足にスランプはないから」という理由で、俊足かつ野球をよく知る選手を集め、1946年は1番・安井亀和、2番・河西俊雄、3番・田川豊の「俊足トリオ」で塁を掻き回し、4番・鶴岡、5番・堀井数男が返すという「機動力野球の元祖」で、読売ジャイアンツを1勝差でかわし、戦後プロ野球再開初年度の優勝を南海（当時は「グレートリング」）の初優勝で飾った。このとき鶴岡（山本）は30歳であり、優勝監督として史上最年少である。この年は選手としても戦争のブランクを感じさせず、95打点の新記録で戦後初の打点王に輝き、戦後初のMVPを自身も初めて獲得している。
翌1947年は、少数精鋭主義の失敗から3位転落の事態に直面したことから、シーズン半ばから新しいチーム作りを画策。当時としては破天荒な選手補強に使う軍資金を球団に要求。中谷信夫と飯田徳治を同年傘下に収めると、シーズンも深まった秋に広島の情報筋から柚木進のシベリアからの復員をいち早くキャッチし、急遽試合の采配を岡村俊昭に任せて柚木の実家呉に飛び、柚木を口説き落とした。柚木は既に就職先が決まっており、また柚木は藤村冨美男と姻籍関係にあり、鶴岡の交渉が遅れていたら南海入りしていなかったといわれる。この年のうちに、大日本土木で都市対抗野球の優勝投手となった中原宏、松本忠繁・松本勇の忠勇コンビ、全大阪の笠原和夫、木塚忠助らを補強。選手獲得の際の口グセは「補強と補充は言葉の響きは似とるが、実質はエライ違いや。本当に欲しいポジションに、すぐに使える選手を入れてこそ補強なんや！」だった。万全の補強で翌1948年シーズンに臨んだ。
1946年の戦後初優勝は、他球団の未整備によるものとか、足（走塁）による撹乱でドサクサに乗じたものなどと酷評する向きがあったのに対して、1948年は各チームとも戦力を強化。藤本英雄や白石敏男、青田昇を復帰させた巨人、別当薫を加えた大阪が手強いライバルと見なされたが、小技一辺倒から力を兼備し、選手全員が結束し、第一節から一度も首位を譲ることなく堂々2年ぶりの優勝を果たした。自身も選手兼任監督ながら青田昇（読売ジャイアンツ）、小鶴誠（大映ユニオンズ）と三つ巴の首位打者争いを繰り広げ、最終打席に敬遠で歩かされたことで、青田と6毛差の3位に終わった。しかしチームが優勝したことで鶴岡自身も2年連続でMVPに選出された。気のいい鶴岡は、MVPの副賞だった金一封5万円也を選手を引き連れ、ミナミのキャバレーに繰り出し、一晩で呑み倒し使い果たした。
1949年には現在の育成枠の先駆けともいえるファームを創設、狭き門に600名もの応募者が殺到した。1951年に創設した南海土建野球部は近年増えるプロ野球二軍チームと社会人チームの交流試合の先駆けと言える。この年はチームとしてリーグ優勝を果たし、選手としても3度目のMVPを獲得した。日本プロ野球史上、「優勝監督でMVP」を達成したのは鶴岡のほかに若林忠志（阪神タイガース、1944年・1947年）と野村克也（南海、1973年）の2人だけだが、鶴岡はその中で最も多くこの栄誉を手にしている。
また1950年に完成した本拠地・大阪スタヂアム（大阪球場）の建設にも松浦竹松球団代表と共に尽力し、生涯にわたって交流を持ったキャピー原田を通じて、GHQ経済科学局長のウィリアム・マーカットから球場の建設許可を取り付けた。
1951年から1953年までリーグ三連覇、1952年に監督業に専念するため、この年限りで現役を引退した。

### 専任監督時代
1953年から専任監督となった鶴岡は、1968年までの通算23年間もの長きにわたって指揮官を務め、優勝11回・日本シリーズも2回制覇している。日本シリーズでは読売ジャイアンツに1951年 - 1953年、1955年、1961年、1965年、1966年と敗れたが、1959年には4連勝で日本一に輝き、リーグ分裂後としては初めて、大阪に日本一の優勝旗を掲げた。大阪市内で行われた祝賀行事は「涙の御堂筋パレード」としていまも語り継がれている（御堂筋パレードについては1959年の日本シリーズ参照）。さらに1964年は、阪神タイガースを下して日本一となった。この間、1957年に妻が死去し、翌年再婚したことから、1959年のシーズンより鶴岡姓に戻っている。

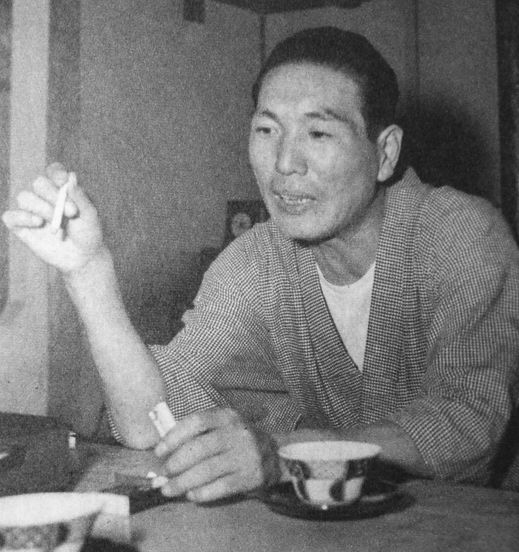
南海監督時代の鶴岡（1955年）

同一球団の監督として指揮を執った期間は日本プロ野球史上最長、史上最多の1773勝（1140敗81分）、最高勝率.609を記録した（300試合以上を経験した監督で唯一の6割超え）。特に1950年に「パシフィック・リーグ」となってから辞任するまでの19年間では、優勝：9回（うち日本一2回）、2位：9回、3位以下は僅か1回（1967年の4位）だけ、2位に終わったシーズンもそのうち5シーズンは首位と1ゲーム差以内という驚異的な成績で、南海ホークスの黄金時代を築いた名監督であり、「南海（ホークス）を語ることは鶴岡を語ることであり、鶴岡を語ることは南海（ホークス）を語ることである」とまで言われた。南海50年の歴史の中で鶴岡一人の占めた存在は大きいものがあった。
しかし、悲願の日本一を達成した直後の1959年12月に鶴岡の最大の理解者であり庇護者であった小原英一オーナーが逝去すると、球団における鶴岡の立場は次第に微妙なものになっていく。開幕から連敗続きだった1962年5月には「指揮官が悪いと部隊は全滅する」との言葉を残し、蔭山和夫ヘッドコーチを代理監督に立てて休養したが、同年8月に周囲の懇願により監督に復帰した。
小原の没後、球団上層部は大幅な財政緊縮を図るようになり、野村克也・広瀬叔功ら主力選手との間で年俸闘争が相次いでいた。こうした球団の姿勢に強い不満を抱いていた鶴岡はついに1965年の日本シリーズ終了翌日の11月6日に辞意を表明し、7日に球団に辞表を提出した。辞任の報を聞きつけた選手会長兼主将の野村らに退団を思いとどまるよう懇願されたが、鶴岡の退団の意思は固く、13日に記者会見を開き正式に監督退任を表明した。辞意表明の直後から東京オリオンズとサンケイスワローズの在京2球団が鶴岡に監督就任を要請しており、鶴岡は17日に上京して両球団のオーナーと面会し、午後4時に就任先を正式に発表すると言明していた。ところがその日の午前4時に後任の蔭山和夫新監督が急死したとの報がもたらされる。蔭山は西本幸雄の誘いで阪急ブレーブスのヘッドコーチへの就任が内定しており、鶴岡と同じく6日に退団の意思を表明していたが、球団から慰留されて鶴岡の後任を引き受け、13日に監督に就任したばかりだった。蔭山の急死をうけ、鶴岡は両球団に対し21日まで就任諾否の返答を延期したいと申し入れた。蔭山の遺体と対面した鶴岡は慟哭し「ワシが（蔭山を）殺したようなもんや」と力無く呟いた（南海蔭山新監督急死騒動）。
18日には野村と選手最年長の杉山光平が鶴岡邸を訪れて南海への復帰を懇願した。自責の念に駆られる鶴岡は復帰を躊躇したが、翌日には野村の説得に応じて監督復帰を決断した。鶴岡は「自分の後任は、第一候補は蔭山、第二候補が野村」という構想を周囲に示しており、いずれ蔭山が勇退した際には野村を監督に推挙するつもりでいたが、今この時点で働き盛りの野村が選手兼任監督になれば中西太と同様に苦労すると考え、復帰に同意したという。20日に催された蔭山の球団葬の後、鶴岡は正式に南海への復帰を表明し、改めて南海と3年契約を結んだ。蔭山の急死は、球界地図を大きく変えることになったともいわれる。
南海は蔭山の弔い合戦となった1966年こそリーグ優勝を果たしたものの、その後は力をつけてきた西本阪急の前に屈し、1967年には勝率5割を切って（.492、借金2）監督生活で唯一となるBクラス（4位）に転落し、1968年は最終盤まで阪急と激しい優勝争いを展開したものの1ゲーム差で優勝を逃した。1968年のシーズン終了後、後任監督に飯田徳治ヘッドコーチを指名し、契約満了を以て南海を退団した。蔭山の死が鶴岡の精神状態に及ぼした影響は大きく、この最後の三年間の鶴岡の姿はそれまでとは微妙に異なっていたという。野村克也は1968年1月に南海ファンの作家・藤沢桓夫との対談の中で、このごろの鶴岡は以前のように選手を怒鳴りつけて喝を入れることがなくなったといい、野村はそれが1967年のBクラス転落の一因であるとして、鶴岡に「グラウンドでは鬼になってほしい」と訴えた。と語っている。

### 南海退団後
監督業から退いた鶴岡は、当時高校生以上と異なりプロ野球OBの関与が可能だった少年野球（中学生以下）の国際交流に尽力。鶴岡は監督在任中の1967年に「リトルホークス（現・ジュニアホークス）」を創設しており、1970年には、大阪スタヂアムを本拠地とするボーイズリーグを創設した。当時は、少年野球が使用するグラウンドにプロ野球の本拠地球場を充てることは非常に珍しく、画期的なことだった。ボーイズリーグは多くの逸材を輩出し、日本野球のレベルアップに大いに貢献した。ボーイズリーグでは今日も鶴岡の名を冠した大会が開催されている。鶴岡は選手兼任時代の1947年から背番号30を着けたが、野村克也は「少年野球の監督の背番号が30に決っているのは、セ・リーグの水原茂と鶴岡さんのイメージが影響しているのでないか」と述べている。
また1969年から死去するまで、NHKの野球解説者、スポーツニッポンの野球評論家を務め、その後も川上哲治と共に球界のドンとして並び称され、プロ球界全体に大きな影響力を持った。また、逝去まで大之木建設株式会社（本社：広島県呉市）の非常勤取締役を務めた。
一方で、鶴岡へはその後も各球団からの監督就任要請が相次いだ。同じ関西を本拠地とする阪神タイガースから藤本定義の後任監督として1968年10月23日就任要請があったが、交渉の席で鶴岡が球団組織に対して言及すると阪神側が及び腰となり10月26日に交渉が決裂。翌1969年にも再び監督就任要請があったが、やはり鶴岡が就任するとフロント主導の構図が崩れることを恐れ、「青年監督ブーム」もあって11月3日に決裂した。同じ1969年オフに西鉄ライオンズの監督候補に挙がったが、西鉄に鶴岡を呼ぶ資金がなく監督就任実現せず。その後、1970年11月7日に近鉄バファローズから三原脩の後任として要請があったが、「三原さんが近鉄ナインにどんな野球を教えたか興味あるが、一年間監督業を務める体力が無い」として11月18日に辞退を表明した。同年にはヤクルトアトムズが8月20日に監督の別所毅彦が解任され週刊ベースボールに「別所ついに退陣！　次期監督に鶴岡確実」と報じられ、監督就任が噂されたが、就任のための条件が一致しなかった。1971年オフ、水原茂の中日ドラゴンズ監督退任を受けて、中日から非公式に監督を打診されたが断った。1972年オフ、広島東洋カープからもシーズン途中で辞任した根本陸夫監督の後任として候補が挙がっていた。

### 野村解任をめぐる騒動
1977年9月28日、南海の選手兼任監督に就任していた野村克也が不倫相手である伊東沙知代の現場介入（公私混同）を理由として、2試合を残してシーズン途中に解任された。
沙知代は采配にまで直接介入し選手を罵倒するなどの振舞いを繰り返していたため、球団内ではかねてよりその存在が問題になっており、これより以前の1975年オフにも、西岡三四郎、江本孟紀、藤原満の3選手がチームを代表して大阪市内のホテルで野村に「公私混同を止めて下さい」「選手が動揺しているから、野球に集中させて下さい」と直訴するに至って、球団も野村のトレードで読売ジャイアンツのフロントと合意に達し、新山滋球団社長がOBの大沢啓二へ非公式に後継監督への就任を打診していたが、最終的に野村のトレードが流れたため川勝傳オーナーは野村を続投させ、逆に反沙知代派の西岡・江本が粛清されトレードで放出されるという事件が発生するなど、野村に請われてヘッドコーチを務めていたドン・ブレイザーにも「サッチーが現れる前のムース（野村）は、気さくで、率直で、大らかな、実に良い男だった。しかし1972年からムースは変わってしまった。みんなを遠ざけて嫌味ばかり言うようになり、彼は全ての友達を失った」と嘆かれるような状態になっていた。
10月5日に記者会見を開いた野村は、その場で「鶴岡元老にぶっ飛ばされた。野球の世界に政治があるとは知らなかった」と発言し、自分が解任されたのは鶴岡の陰謀であると主張した。この野村発言は、会見場で取材にあたっていたNHKの毛利泰子から呉に帰省していた鶴岡に伝えられた。退団後は「新しいカラーを打ち出そうとしている球団の邪魔をしてはいけない」という思いで南海への関与だけは意図的に避けていた鶴岡にとっては全く寝耳に水の話だった。翌日の新聞を読んで唖然とした鶴岡は、毛利への折り返し電話でも「ばかたれ。おれがそんなことをするわけはないやろ」と言い、「NHKに迷惑が掛かるから解説者を辞めさせてもらう」とまで言い出したという。そこで毛利は鶴岡を慰留するとともに「（親会社の）電鉄に打ち消してもらったらどうですか」と提案して鶴岡をNHK大阪放送局に招き、南海電鉄本社に抗議に赴く鶴岡にNHK幹部が同行した。鶴岡の抗議をうけて、川勝オーナーが鶴岡に謝罪し、森本昌孝球団代表が野村の解任に鶴岡は全く無関係であると声明した。また川勝から謝罪を促された野村も発言に行き過ぎがあったと釈明したので、鶴岡も「だれかに入れ知恵されたのだろう」とそれ以上は追及せず、事態は沈静化するかに見えた。
ところが野村は、10月13日付の『週刊文春』に「独占手記」と題する文章を発表し、その中で自分が解任に追い込まれた原因は、球団改革によって権勢を殺がれることを嫌った鶴岡が自分に忠実な広瀬叔功を監督にするために企てた陰謀によるものであると改めて主張し、沙知代が現場介入をしたなどという話は全くの事実無根であり、鶴岡が自分と沙知代を陥れるために流させたデマであると主張した。さらに1965年11月に蔭山が監督就任直後に急死した一件も、鶴岡が自らの権勢を維持する為に手下に命じて蔭山に圧力をかけ、自殺に追い込んだものであったと主張した。また鶴岡の退団表明後に野村が他の幹部選手たちと鶴岡邸に監督復帰を要請しに行った際に、鶴岡から「三冠王？……ちゃんちゃらおかしいよ」「ホームラン王？……ちゃんちゃらおかしいよ」「ほんとに南海に貢献したのは杉浦だけじゃ」と言われたとも主張するなど、鶴岡と広瀬叔功夫妻、杉浦忠、小池兼司や本妻を激しく批判した。この「独占手記」の発表によって鶴岡らと野村の対立は取り返しのつかないものとなり、関係修復は絶望的になった。
その後、沙知代派の江夏豊と柏原純一が球団に抗議して移籍を要求し、江夏は広島、柏原は日本ハムへとトレードで移籍した。
野村の解任にともない、四番捕手、抑えの切り札、若手成長株の三人を満足な代替選手を得られぬまま同時に失った南海ホークスは急速に弱体化し、以後の親会社の消極的な球団運営も祟って翌1978年から20年連続Bクラス（ダイエー時代まで連続）と深刻な低迷を続け、川勝が死去した1988年のオフに球団はダイエーへと売却された。

### 晩年
1991年にはプロ野球選手初の叙勲（勲四等旭日小綬章）を授与された（野球殿堂には監督在任中の1965年に入っている）。従五位に叙された。
1999年、ダイエーホークス35年ぶり日本一を見届けた翌2000年3月7日、動脈血栓症による心不全のため死去。3月8・9日、大阪の本願寺津村別院（北御堂）で行われた鶴岡の通夜・告別式には各界から3000人以上が参列した。9日の告別式では大勢の南海電気鉄道社員が御堂筋の南海本社から大阪スタヂアム跡にずらりと整列し、鶴岡の棺を乗せた車を黙礼で送った。告別式の弔辞では、杉浦忠が「親分、ここから御堂筋が見えますか」と、鶴岡への追悼の言葉を述べた。
鶴岡の出身地に近い呉市スポーツ会館には「鶴岡一人記念展示室」が設けられており、ゆかりの品が納められている。さらに、2019年5月からは生前社外取締役を務めた大之木建設が、スポーツ会館に隣接した呉市二河野球場の命名権を取得、「鶴岡一人記念球場」の名称がつけられた。

## 監督としての特徴

### 監督としての在り方
球界ではゼネラルマネージャーの元祖と言えば根本陸夫が語られることが多いが、編成や契約金などの細やかなバランスにも関わった鶴岡は、松木謙治郎・三原脩と共に実質的GMの先駆とされる。鶴岡は球団から絶大な信頼があり、大阪で試合が終わると夜行列車で東京に向かい、早朝に目当ての大学野球の選手の家を訪問することさえあった。抱えたボストンバッグには札束がうなっていたという。
球界初とされる専属スコアラーの導入、常駐スカウトを採用し、卓越した外国人管理術など、鶴岡は球界の近代化に大きく寄与した人物である。専属スコアラー第一号の導入は『ベースボールマガジン』1965年9月号に記載がある。鶴岡といえば「精神野球」のような印象を持たれるかもしれないが、むしろその逆で、新しいことに取り組むのが早く、データ、情報を活用した近代野球の先鞭を付けた野球人だった。今を先取りした新しさ、義理と人情の古めかしさと、鶴岡の求心力によって、それらがほどよく交ざり合い強力チームを作り上げた。
こうした鶴岡の手法は、上記の言葉に由来する「ゼニの取れる野球」に加え、後には「がめつい野球」とも称されることとなる。

### 選手の獲得、発掘
テスト生から岡本伊三美・広瀬叔功・野村克也・森中千香良を抜擢し、無名だった飯田徳治・森下整鎮・皆川睦雄・村上雅則・国貞泰汎を育て、大学のスター選手だった蔭山和夫・杉浦忠・大沢啓二・穴吹義雄・渡辺泰輔、外国人選手ではキャピー原田を通じてジョー・スタンカ、バディ・ピート、ケント・ハドリなど優秀な外国人選手を入団させ、強い結束で「常勝南海軍」の時代を築いた。個々やチームの戦力を的確に把握し、常に新しい才能を入れることで「100万ドルの内野陣」や、西鉄ライオンズなどに対抗するための大型打線「400フィート打線」などを形成した。これらの選手獲得は鶴岡のコネ、友人からの紹介を主としており、広島の後援会の上原清二などが知られるが、鶴岡は1960年頃から各地区に常駐のスカウトを置き、各地の有力選手を積極的に獲得しようと考えた。中でも門司鉄道管理局（現・JR九州）の監督を務めていた石川正二をヘッドハンティングし、日本球界第1号の専属スカウトとして南海に迎えた。九州各地の隠れた逸材を丹念に探し歩く石川は、「九州探題」と呼ばれ、木塚を始め、多くの九州出身者選手が南海入りした。また東海地区の担当スカウトとして鶴岡が抜擢したのが三重県出身の伊藤四郎で、これらはプロ野球最初のスカウト制度の確立ともいわれる。
自らの人脈をフルに生かした情報網を築き、選手発掘にも精力的に動き、稲尾和久・広岡達朗・長嶋茂雄・山本一義・長池徳士・柴田勲・高田繁・田淵幸一、尾崎行雄、山本浩二にはプロ入り前から目をつけ、特に長嶋・柴田については入団契約直前までこぎつけた。長嶋は大沢を介して南海入りがほぼ決定し、「オレは南海にお世話になるつもり。お前も一緒に行こう。」と長嶋は杉浦を勧誘していた。また、広岡は鶴岡の前で「お世話になります」と言ったという。
しかし、柴田は30回以上も柴田家に足を運んだものの別所毅彦の横槍でさらわれたと言い、山本一義は池田勇人に邪魔され、稲尾の場合は、稲尾の父親が嫌っていた金融業を営んでいた後援会の会長が、南海入りを勧めたのが仇となったと言われている。
長池、山本は高校時代に入団テストを行い、「投手としては無理」と二人に法政大学進学の労をとったもので、長池はプロ野球ドラフト会議実施が一年遅れていたら南海入りしていた。長池は尊敬する鶴岡から一字を頂戴して息子を「徳人」と命名したとも話している。高田繁も浪商高等学校在学時に「南海に世話になりたい」と話していたが、鶴岡は「お前は身体が小さいから大学へ行く方がいい」と言ったと言われる。尾崎は、尾崎の母が鶴岡と同郷の呉の人で、初対面から「ユキ坊、ユキ坊」と呼んで、長屋の裏口から入れる親しい間柄となったが、尾崎自ら浪商の先輩、山本八郎や張本勲のいる東映に決めた。晩年は「今思えば、南海に行っとけばよかったなと思う」と話していた。鶴岡は豪気な性格ながら人が良いため、土壇場でどんでん返しに遭い、何度も悔し涙を流していたという。
中西太は「私はなぜか鶴岡さんにかわいがってもらって、球場でも、よく『おい、太』と話しかけられた。三原さんは、いい顔はなかったと思う。『相手の選手を手助けしてはいかん』とあとで言っていたこともある。私は、コーチ時代もそうだが、ついつい相手チームの選手に教えてしまう方だった。鶴岡さんと似てるところがあったのかもしれない」などと述べている。

### データ野球の開祖
鶴岡は1954年に毎日新聞記者の尾張久次をプロ野球初となる専属スコアラーとして招聘し、メジャーリーグにも無かった世界初の「データ野球」を導入した。尾張によってまとめられた打球の方向や性質、投球の傾向などのデータは「尾張メモ」と呼ばれ、1959年の日本シリーズにおける対読売ジャイアンツ戦において、大沢啓二の外野守備がことごとくピンチを救ったことが語られ、これは巨人の各打者のデータによって一球ごとに捕手・野村からサインを出して守備位置を変えるという、それまでの野球に例を見ない作戦が実ったものと言われた。これをきっかけに「スコアラー」の存在がマスコミに大きく取り上げられ、岡本伊三美は「後でデータを生かした鶴岡さんの野球をもって戦ったのがノムちゃうか」と笑った。中西太も「野村君も、南海にいたからこそ、観察力、洞察力が磨かれたんだろう」と述べている。野村の「ID野球」は、鶴岡のもとで養われたものである。
日本に於けるサインプレーの起源は諸説あるといわれるが、起源説もある三原脩や水原茂の頃は、まだサインの種類も少なく単純だった。複雑な「ブロックサイン」を創り上げたのは「尾張メモ」を源とする鶴岡と言われ、細かく難しい南海のサインプレーは、中日、広島、阪急、近鉄、阪神などに広がっていった。
三原脩は「西鉄の監督を引き受けて間もないころ、鶴岡君の“こまぎれ交代”にずいぶん泣かされた。この戦法の先覚者は鶴岡君だった。南海と試合をすると、鶴岡監督は目まぐるしく投手をかえてきた。下手投げが出てきたと思うと、次は左投手が現れる。打者がようやく目がなれてきたと思うとき、今度は右が出てくるというぐあいで、スイスイと目先を変えられてしまう。強力な投打の力を持つチームには、こういう作戦はあまり必要でないが、最初西鉄は戦力が充分でなかったからこれにやられた。なんとか対抗策がないものかと考え抜いたすえ思いついたのが、影武者を使う“当て馬作戦”（偵察オーダー）である（三原脩#偵察メンバー）。これでひとまず、こっちが先手をとることができた。これはいわば一時的な受け身に過ぎなかったが、四つに組んで南海に勝つためには、どんな投手が次々に現れようと、打者自身の力でハネ返す強力打線を作り上げなくてはならない。こうして作り上げたのが、西鉄黄金時代の中西、豊田、大下、関口らの強力打線だった」と述べている。

## 人物

### 逸話
鶴岡は小学校長だった義父から「（部下には）必ず敵がいる。敵がいないと、指導者として勉強をしなくなる」と指導者としての心得を教わっていた。しかし鶴岡は「味方と敵が半々では指導者落第、7対3にできれば立派だ」という考えを持っていた。出場機会が少ない選手が大きく固まらないように注意を払い、愛情を持ったしかり方を工夫した。「23年間の監督生活は、5対5を6対4に、さらに7対3にするための努力の日々だった」と振り返っている。

### 野村克也との関係
もともと地方の無名の高校生だった野村を南海に入団させ、その素質を見抜いて一軍の正捕手に抜擢したのは鶴岡であったが、野村と沙知代の不倫に起因する一連の騒動により、両者の関係は1977年以降断絶状態となった。
しかし野村は晩年になるに連れ、恩師鶴岡を懐かしみ、悪口を挟みつつも鶴岡を評価する言葉を口にするようになった。野村は「Sports Graphic Number 722」の2009年11月号で、「誰しも監督になるまで何人か仕えてきた監督がいるわけですが、意識しているかは別として誰か一人の監督の影響が強く出るものなんです。（中略）そのあたりは、（私の場合は）やっぱり鶴岡さんでしょうね」、また著書で「鶴岡さんの影響を色濃く受けています」などと言う一方で、関係がおかしくなったのは次期監督として「野村」の名前が挙がるようになってからで、野村自身も「（南海ホークスに）テスト生として入団して中心選手まで行ったわけだから『野村を育成した』という意味では自慢の種のはずなんですが、鶴岡さんとしては先に杉浦、広瀬に後任をやらせたかったんでしょう。私は嫌われていた」と語り、自分は陥れられたという考えを捨てておらず、鶴岡本人が直接動いたわけではないにしても、鶴岡を支持する者や野村を恨む人たちが、プライベートな問題を理由に野村を解任したという解釈を最期まで変えなかった。野村は2018年の著書でも「テスト生上がりで三冠王にもなり、監督にもなった私は、鶴岡さんからしたら、自らの育成の手腕を一番証明・自慢できる選手だったはずなのに、なぜか私には冷たかった」と述べている。
野村が鶴岡に疎まれていたとする根拠として、鶴岡は広瀬の結婚式で仲人を務めた一方、野村と球団後援会副会長の娘である本妻との結婚式への出席については、ある事情から結婚に反対した経緯もあり見合わせたことや、将来の監督も野村ではなくエリートの杉浦が就任するものと半ば決めつけるような空気がチーム内外にあったとされていることが挙げられている。しかし上記のように、鶴岡は1965年の時点で、将来的に蔭山の次を杉浦でも広瀬でもなく野村に任せるつもりであるという構想を周囲に明示しており、さらにこの鶴岡の構想は、1969年オフに野村が兼任監督に就任する際に球団後援会が「もうなんといっても、野村は監督を引き受けなきゃいかん。鶴岡さんの次は蔭山さん、その後は野村というのが南海の監督路線だったが、蔭山さんが急死して、飯田さんがいわばピンチヒッターとしてはいってこられただけのこと。野村は引き受けるべきだ」と明言したように、球団関係者に広く共有されていた認識だった。そのため永井良和は「鶴岡は自らの後任として飯田、そしていずれは野村という構想をもっていたが、その時期が早まった」と述べている。また1965年11月の鶴岡復帰運動についても、当初から一貫して最も熱心だったのは野村であり、直後の同年12月（沙知代と知り合う5年前）に刊行された初の自著では「とにかく鶴岡さんに帰って頂くより道はない。いろいろと批判もあるだろう。しかし、僕たちは雑音のことなど少しも気にせず、鶴岡さんの復帰をお願いすることにした」と述べていた。
関係が断絶したとはいえ、鶴岡はそれ以後も野村のことをずっと気にかけており、野村が1993年にヤクルトスワローズの監督として日本一を達成した時にも、鶴岡は正力松太郎賞の選考委員として野村を推薦し、野村は同賞を受賞している。また亡くなる直前の2000年1月に、入院先へ見舞いに訪れた毛利泰子に「野村から年賀状がきたんや」と言ったが、年賀状は見つからず、毛利が阪神球団を通じて問い合わせたところ、野村から年賀状など出していないという返答が来たという。毛利はこの時の事を「鶴岡さんは亡くなるまで野村さんのことを気に掛け、心配してたんやなと思った」と述懐している。しかし、3月に鶴岡が亡くなった際には、野村は阪神球団を通じてコメントを発したのみで、葬儀に参列せず、献花すらもしなかった。長男の泰は、ひょっとしたら野村が人目を避けて密かに弔問に訪れるのではないかと思い、葬儀終了後も午前2時頃まで待っていたが、ついに野村が姿を現すことはなかった。これを知った大沢啓二は野村を「恩知らず」と厳しく批判し、野村のモノマネをしている松村邦洋を代わりに叱った。
永井良和は、鶴岡没後の野村の著書や雑誌インタビューなどでは、テスト生として採用されたこと、戦力として見出してもらったことなどについて、鶴岡の眼力や指導力を肯定的に記すようになっているとして、野村がヤクルト、阪神、社会人シダックス、楽天と監督を続けていくうち、鶴岡の手腕に対する評価の変化につながったのではないかと推察している。
野村は2018年の著書『私が選ぶ名監督10人』の中で「戦時に200人の部下を率いた経験が、鶴岡さんに強烈な印象を残したのであろう。『鶴岡野球』イコール、戦時下で形成された典型的な精神に基づく『軍隊野球』であった（中略）何かあればビンタ、正座。およそプロ野球らしくない。打撃技術のイロハも教えてくれない。毎日の練習後、『野村ノート』に書くことといったら、まる軍隊の掛け声だ。『野球で一番大事なのは根性だ！』『打てないなら、球にぶつかって死球で出ろ！』『失敗したら営倉にぶち込むぞ！！』。精神野球を反面教師にして、私は『考える野球』を標榜したのだ」などと述べている。また野村は、自分が選手を褒めないのは鶴岡の影響であると主張しており、「オレが選手を褒めないのは鶴岡さんの影響。あの人も直接、選手を褒めることなんてなかったよ」と話している。野村自身によると鶴岡に褒められたのは、3年目にマスコミからハワイキャンプの収穫を聞かれて「野村に使える目処が立ったこと」と書かれた新聞を読んだことと、本塁打王を獲得した4年目に大阪スタヂアムの通路ですれ違った際に「お前、ようやったなぁ」と言われた2回だけだというが、野村は本当に大きな自信になったといい、「それでいいんです。こうやって（現在も）覚えてるくらいですから。監督はやたらと選手を褒めまくったらいかん。言葉の値打ちが下がります」と話している。東北楽天ゴールデンイーグルスの監督を務めている2009年9月6日の対北海道日本ハムファイターズ戦の試合前、「言葉は力なんだよ。いまオレがこうしてある（長くプロ野球に携われ、監督も務めていられる）のも、南海3年目の鶴岡監督の一言（「野村に使える目処が立ったこと」）があったからなんや。鶴岡監督はとにかく人を褒めないことで有名な人だったが、4年目のある日に（本塁打王を獲得して）「おまえ、ようやったな」と言ってくれた。褒めない人のそういう一言は重みがある」とほぼ同じ話をしている。2016年や2018年の著書でも「鶴岡さんのひとことで私の人生はまぎれもなく変わった。いまでも50年以上も前の、あの監督の声の響きが私の耳には残っている。あの一言があったから、今まで野球を続けていられたようなもの」などと述べている。このことに関して野村以外では、岡本伊三美が自身のプロ野球人生を振り返った著書の題名に、鶴岡に言われた言葉「岡本、少しは野球 面白ぅなってきたか」を採っている。なおその姿勢は野村が「鶴岡にかわいがられていた」と主張する杉浦忠、広瀬叔功に対しても同様であり、この二人に至っては鶴岡から直接褒め言葉を言われたことはただの一度たりともなかったという。
佐々木信也は1970年頃、鶴岡に「野村の一番いいところは何ですか」と質問したら、鶴岡は少し考えてから「自分に生活の場を与えてくれているプロ野球界に対して、感謝の気持ちを忘れないことやな」と答え、ほかの言葉を期待していたので意外な感じがしたと話している。また鶴岡は、記者の浜田昭八に対して「物分かりがいいようで頑固なのは杉浦。アホと言われているが賢いのは野村」と語ったという。

## 家族
上記の通り、最初の妻は1957年に失った。その後まもなく南海電鉄の広報誌に掲載された私設応援団長のインタビューには「日本シリーズに勝って御堂筋をパレードすることが亡くなられた奥さんへの最もよい手向けになる」との発言があり、1959年にその悲願を達成して御堂筋パレードに向かう前には再婚した妻から「お父さん、パレードを見せてあげてください」と先妻の位牌を渡されたという話が鶴岡の著書『南海ホークスとともに』に記されている。
長男（最初の妻との間の子）は常勝PL学園・大阪桐蔭の礎を築き、法政大学などの監督の後、大阪近鉄バファローズやシアトル・マリナーズのスカウトを務め、2017年10月から母校の法政大学第二高等学校でコーチを務めた鶴岡泰（山本泰）。泰は監督就任にあたり、父から「監督はおまわりさんのように選手を交通整理し、看護師みたいに親身になれることが大切だ」と言われたという。"逆転のPL"という異名を生んだ1978年の夏の甲子園での西田真次（のち真二）のフル回転は、「オヤジの杉浦フル回転から学んだ教訓」と述べている。泰は法政大学卒業時の1967年のドラフトで南海から12位指名されたが、父から猛反対されプロ入りは断念した。このドラフト指名自体が他球団からの指名を阻止するために下位で指名して、プロ入りを断念させるためにあえて父が行ったものだったという。このとき法政野球部にいた江本孟紀によれば、泰の打撃力、特に変化球打ちの能力は抜きん出ており、少なくとも選手の能力としては父親の鶴岡を超えるものがあった。その上であえてプロ入りをさせなかった鶴岡の父親としての態度について「親は子供に苦労をさせたくないものだ」と江本は評している。次男・秀樹はPL学園高校野球部OB会長で、ミズノ常務取締役。
このほか、最初の妻との間にもうけた長女を、1949年に散歩中に南海電車の線路に立ち入る事故により1歳7か月で亡くしており、このとき長女を連れていた鶴岡の母親は、亡くなるまでこの事故の心労に苦しんだという。
"東の巨人"を意識した鶴岡らしく、東京が大嫌いだった。関西弁イメージが強いが、家では広島弁の「かばちたれるな」が口癖だったという。

## 詳細情報

### 年度別打撃成績
| 年 度     | 球 団                    | 試 合 | 打 席 | 打 数 | 得 点 | 安 打 | 二 塁 打 | 三 塁 打 | 本 塁 打 | 塁 打 | 打 点 | 盗 塁 | 盗 塁 死 | 犠 打 | 犠 飛 | 四 球 | 敬 遠 | 死 球 | 三 振 | 併 殺 打 | 打 率 | 出 塁 率 | 長 打 率 | O P S |
| --------- | ------------------------ | ----- | ----- | ----- | ----- | ----- | -------- | -------- | -------- | ----- | ----- | ----- | -------- | ----- | ----- | ----- | ----- | ----- | ----- | -------- | ----- | -------- | -------- | ----- |
| 1939      | 南海 グレートリング 南海 | 92    | 397   | 330   | 54    | 94    | 13       | 9        | 10       | 155   | 55    | 21    | --       | 0     | 1     | 64    | --    | 2     | 24    | --       | .285  | .403     | .470     | .873  |
| 1946      | 南海 グレートリング 南海 | 104   | 461   | 388   | 75    | 122   | 23       | 8        | 4        | 173   | 95    | 32    | 8        | 1     | --    | 71    | --    | 1     | 13    | --       | .314  | .422     | .446     | .868  |
| 1947      | 南海 グレートリング 南海 | 118   | 511   | 428   | 64    | 118   | 20       | 4        | 10       | 176   | 65    | 16    | 9        | 3     | --    | 79    | --    | 1     | 24    | --       | .276  | .390     | .411     | .801  |
| 1948      | 南海 グレートリング 南海 | 125   | 519   | 449   | 65    | 137   | 28       | 3        | 8        | 195   | 68    | 23    | 4        | 0     | --    | 69    | --    | 1     | 22    | --       | .305  | .399     | .434     | .833  |
| 1949      | 南海 グレートリング 南海 | 114   | 487   | 425   | 71    | 123   | 23       | 2        | 17       | 201   | 77    | 15    | 4        | 0     | --    | 59    | --    | 3     | 30    | --       | .289  | .380     | .473     | .853  |
| 1950      | 南海 グレートリング 南海 | 55    | 161   | 140   | 25    | 40    | 7        | 2        | 5        | 66    | 25    | 5     | 0        | 0     | --    | 20    | --    | 1     | 11    | 5        | .286  | .379     | .471     | .850  |
| 1951      | 南海 グレートリング 南海 | 91    | 366   | 338   | 44    | 105   | 21       | 1        | 2        | 134   | 58    | 19    | 4        | 0     | --    | 27    | --    | 1     | 11    | 10       | .311  | .363     | .396     | .760  |
| 1952      | 南海 グレートリング 南海 | 55    | 204   | 183   | 35    | 51    | 10       | 1        | 5        | 78    | 24    | 12    | 3        | 1     | --    | 20    | --    | 0     | 11    | 5        | .279  | .350     | .426     | .776  |
| 通算：8年 | 通算：8年                | 754   | 3106  | 2681  | 433   | 790   | 145      | 30       | 61       | 1178  | 467   | 143   | 32       | 5     | 1     | 409   | --    | 10    | 146   | 20       | .295  | .390     | .439     | .829  |

- 各年度の太字はリーグ最高
- 南海（南海軍）は、1944年途中に近畿日本（近畿日本軍）に、1946年にグレートリングに、1947年途中に南海（南海ホークス）に球団名を変更

### 年度別投手成績
| 年 度     | 球 団     | 登 板 | 先 発 | 完 投 | 完 封 | 無 四 球 | 勝 利 | 敗 戦 | セ 丨 ブ | ホ 丨 ル ド | 勝 率 | 打 者 | 投 球 回 | 被 安 打 | 被 本 塁 打 | 与 四 球 | 敬 遠 | 与 死 球 | 奪 三 振 | 暴 投 | ボ 丨 ク | 失 点 | 自 責 点 | 防 御 率 | W H I P |
| --------- | --------- | ----- | ----- | ----- | ----- | -------- | ----- | ----- | -------- | ----------- | ----- | ----- | -------- | -------- | ----------- | -------- | ----- | -------- | -------- | ----- | -------- | ----- | -------- | -------- | ------- |
| 1947      | 南海      | 1     | 0     | 0     | 0     | 0        | 0     | 0     | --       | --          | ----  | 4     | 1.0      | 2        | 1           | 0        | 0     | 0        | 0        | 0     | 0        | 1     | 1        | 9.00     | 2.00    |
| 通算：1年 | 通算：1年 | 1     | 0     | 0     | 0     | 0        | 0     | 0     | --       | --          | ----  | 4     | 1.0      | 2        | 1           | 0        | 0     | 0        | 0        | 0     | 0        | 1     | 1        | 9.00     | 2.00    |

### 年度別監督成績
| 年度       | 球団                | 順位       | 試合 | 勝利 | 敗戦 | 引分 | 勝率 | ゲーム差                | チーム 本塁打           | チーム 打率             | チーム 防御率           | 年齢                    |
| ---------- | ------------------- | ---------- | ---- | ---- | ---- | ---- | ---- | ----------------------- | ----------------------- | ----------------------- | ----------------------- | ----------------------- |
| 1946       | グレートリング 南海 | 1位        | 105  | 65   | 38   | 2    | .631 | --                      | 24                      | .273                    | 3.08                    | 30歳                    |
| 1947       | グレートリング 南海 | 3位        | 119  | 59   | 55   | 5    | .518 | 19.0                    | 24                      | .231                    | 2.39                    | 31歳                    |
| 1948       | グレートリング 南海 | 1位        | 140  | 87   | 49   | 4    | .640 | --                      | 45                      | .255                    | 2.18                    | 32歳                    |
| 1949       | グレートリング 南海 | 4位        | 135  | 67   | 67   | 1    | .500 | 18.5                    | 90                      | .270                    | 3.95                    | 33歳                    |
| 1950       | グレートリング 南海 | 2位        | 120  | 66   | 49   | 5    | .574 | 15.0                    | 88                      | .279                    | 3.38                    | 34歳                    |
| 1951       | グレートリング 南海 | 1位        | 104  | 72   | 24   | 8    | .750 | --                      | 48                      | .276                    | 2.40                    | 35歳                    |
| 1952       | グレートリング 南海 | 1位        | 121  | 76   | 44   | 1    | .633 | --                      | 83                      | .268                    | 2.84                    | 36歳                    |
| 1953       | グレートリング 南海 | 1位        | 120  | 71   | 48   | 1    | .597 | --                      | 61                      | .265                    | 3.02                    | 37歳                    |
| 1954       | グレートリング 南海 | 2位        | 140  | 91   | 49   | 0    | .650 | 0.5                     | 82                      | .250                    | 2.50                    | 38歳                    |
| 1955       | グレートリング 南海 | 1位        | 143  | 99   | 41   | 3    | .707 | --                      | 90                      | .249                    | 2.61                    | 39歳                    |
| 1956       | グレートリング 南海 | 2位        | 154  | 96   | 52   | 6    | .643 | 0.5                     | 68                      | .250                    | 2.23                    | 40歳                    |
| 1957       | グレートリング 南海 | 2位        | 132  | 78   | 53   | 1    | .595 | 7.0                     | 98                      | .252                    | 2.68                    | 41歳                    |
| 1958       | グレートリング 南海 | 2位        | 130  | 77   | 48   | 5    | .612 | 1.0                     | 93                      | .248                    | 2.53                    | 42歳                    |
| 1959       | グレートリング 南海 | 1位        | 134  | 88   | 42   | 4    | .677 | --                      | 90                      | .265                    | 2.44                    | 43歳                    |
| 1960       | グレートリング 南海 | 2位        | 136  | 78   | 52   | 6    | .600 | 4.0                     | 103                     | .247                    | 2.88                    | 44歳                    |
| 1961       | グレートリング 南海 | 1位        | 140  | 85   | 49   | 6    | .629 | --                      | 117                     | .262                    | 2.96                    | 45歳                    |
| 1962       | グレートリング 南海 | 2位        | 133  | 73   | 57   | 3    | .562 | 5.0                     | 119                     | .253                    | 3.27                    | 46歳                    |
| 1963       | グレートリング 南海 | 2位        | 150  | 85   | 61   | 4    | .582 | 1.0                     | 184                     | .256                    | 2.70                    | 47歳                    |
| 1964       | グレートリング 南海 | 1位        | 150  | 84   | 63   | 3    | .571 | --                      | 144                     | .259                    | 3.12                    | 48歳                    |
| 1965       | グレートリング 南海 | 1位        | 140  | 88   | 49   | 3    | .642 | --                      | 153                     | .255                    | 2.80                    | 49歳                    |
| 1966       | グレートリング 南海 | 1位        | 133  | 79   | 51   | 3    | .608 | --                      | 108                     | .245                    | 2.59                    | 50歳                    |
| 1967       | グレートリング 南海 | 4位        | 133  | 64   | 66   | 3    | .492 | 11.0                    | 108                     | .235                    | 3.04                    | 51歳                    |
| 1968       | グレートリング 南海 | 2位        | 136  | 79   | 51   | 6    | .608 | 1.0                     | 127                     | .243                    | 2.92                    | 52歳                    |
| 通算：23年 | 通算：23年          | 通算：23年 | 2994 | 1773 | 1140 | 81   | .609 | Aクラス21回、Bクラス2回 | Aクラス21回、Bクラス2回 | Aクラス21回、Bクラス2回 | Aクラス21回、Bクラス2回 | Aクラス21回、Bクラス2回 |

- グレートリングは、1947年途中に南海（南海ホークス）に球団名を変更
- 23年連続同一チーム監督、通算1773勝はともに歴代1位

※1　順位の太字は日本一
※2　1958年から1960年、1962年、1966年から1996年までは130試合制
※3　1961年、1965年は140試合制
※4　1963年から1964年までは150試合制

### タイトル
- 本塁打王：1回 （1939年）
- 打点王：1回 （1946年）

### 表彰
- 最高殊勲選手（MVP）：3回 （1946年、1948年、1951年）
- ベストナイン：1回 （二塁手部門：1951年）
- 野球殿堂競技者表彰 （1965年）
- 勲四等旭日小綬章 （1991年）
- 従五位 （2000年）

### 記録
- オールスターゲーム出場：2回 （1951年、1952年）

### 背番号
- 5 （1939年）
- 1 （1946年）
- 30 （1947年 - 1965年）
- 31 （1966年 - 1968年）

### 登録名
- 鶴岡 一人 （つるおか かずと、1939年、1959年 - 1968年）
- 山本 一人 （やまもと かずと、1946年 - 1958年）

## 関連情報

### 出演番組
- NHKプロ野球

## 著書
- 『御堂筋の凱歌 栄光と血涙のプロ野球史』、ベースボールマガジン社、1983年